# Saint-Oyen
Saint-Oyen és un municipi francès situat al departament de la Savoia i a la regió d'Alvèrnia-Roine-Alps. L'any 2007 tenia 209 habitants.

## Demografia

### Població
El 2007 la població de fet de Saint-Oyen era de 209 persones. Hi havia 90 famílies de les quals 24 eren unipersonals (8 homes vivint sols i 16 dones vivint soles), 29 parelles sense fills, 29 parelles amb fills i 8 famílies monoparentals amb fills.
La població ha evolucionat segons el següent gràfic:
Habitants censats

### Habitatges
El 2007 hi havia 129 habitatges, 95 eren l'habitatge principal de la família, 23 eren segones residències i 10 estaven desocupats. 110 eren cases i 19 eren apartaments. Dels 95 habitatges principals, 79 estaven ocupats pels seus propietaris, 14 estaven llogats i ocupats pels llogaters i 2 estaven cedits a títol gratuït; 1 tenia una cambra, 6 en tenien dues, 20 en tenien tres, 30 en tenien quatre i 38 en tenien cinc o més. 77 habitatges disposaven pel capbaix d'una plaça de pàrquing. A 33 habitatges hi havia un automòbil i a 54 n'hi havia dos o més.

### Piràmide de població
La piràmide de població per edats i sexe el 2009 era:
| Homes | Edats   | Dones |
| ----- | ------- | ----- |
| 0     | 95 o +  | 0     |
| 0     | 90 a 94 | 0     |
| 0     | 85 a 89 | 4     |
| 0     | 80 a 84 | 4     |
| 8     | 75 a 79 | 8     |
| 0     | 70 a 74 | 4     |
| 8     | 65 a 69 | 4     |
| 4     | 60 a 64 | 4     |
| 8     | 55 a 59 | 16    |
| 12    | 50 a 54 | 8     |
| 16    | 45 a 49 | 12    |
| 12    | 40 a 44 | 12    |
| 0     | 35 a 39 | 0     |
| 4     | 30 a 34 | 0     |
| 4     | 25 a 29 | 0     |
| 8     | 20 a 24 | 0     |
| 8     | 15 a 19 | 20    |
| 8     | 10 a 14 | 4     |
| 4     | 5 a 9   | 0     |
| 4     | 0 a 4   | 0     |

## Economia
El 2007 la població en edat de treballar era de 134 persones, 100 eren actives i 34 eren inactives. De les 100 persones actives 94 estaven ocupades (52 homes i 42 dones) i 6 estaven aturades (5 homes i 1 dona). De les 34 persones inactives 22 estaven jubilades, 3 estaven estudiant i 9 estaven classificades com a «altres inactius».

### Ingressos
El 2009 a Saint-Oyen hi havia 94 unitats fiscals que integraven 206,5 persones, la mediana anual d'ingressos fiscals per persona era de 21.052 €.

### Activitats econòmiques
Dels 13 establiments que hi havia el 2007, 3 eren d'empreses extractives, 4 d'empreses de construcció, 3 d'empreses de transport, 1 d'una empresa de serveis i 2 d'entitats de l'administració pública.
Dels 4 establiments de servei als particulars que hi havia el 2009, 1 era un paleta, 2 fusteries i 1 electricista.
L'any 2000 a Saint-Oyen hi havia 7 explotacions agrícoles.

## Poblacions més properes
El següent diagrama mostra les poblacions més properes.